# Volchonka (stanice metra v Moskvě)
Volchonka (rusky Волхо́нка) je projektovaná stanice Kalininsko-Solncevské linky moskevského metra. Stanice se nachází na stejnojmenné ulici, lze z ní přejít na stanici Kropotkinskaja Sokolničeské linky. Otevření stanice je plánováno v roce 2020.